# Craig Mack
Craig Mack (født 10. maj 1971, død 12. marts 2018) var en rapper fra USA.